# كارلوس سالامانكا
كارلوس سالامانكا (بالإسبانية: Carlos Salamanca)‏ مواليد 15 يناير 1983 في كولومبيا، هو لاعب كرة مضرب كولومبي بدأ مسيرته كمحترف سنة 2001 يلعب باليد اليسرى ويحتل حالياً المرتبة رقم. 248 (14 أكتوبر 2013) في تصنيف رابطة محترفي كرة المضرب. أعلى تصنيف له في الفردي كان المركز الـ 137 في سنة 2010.

## بطولات حققها
- دورة رولان غاروس الدولية

## روابط خارجية
- كارلوس سالامانكا على موقع رابطة محترفي التنس (الإنجليزية)
- كارلوس سالامانكا على موقع الاتحاد الدولي لكرة المضرب (الإنجليزية)
- كارلوس سالامانكا على موقع كأس ديفيز (الإنجليزية)
- كارلوس سالامانكا على موقع خلاصة التنس.كوم (الإنجليزية)
- كارلوس سالامانكا على موقع إي إس بي إن.كوم (الإنجليزية)